# Falling Up (album)
Falling Up is het zestiende album van de Britse progressieve rock musicus Kevin Ayers.

## Tracklist
1. Saturday Night (In Deià) - 4:02 (Ayers / Halsall)
2. Flying Start - 3:38 (Mike Oldfield)
3. The Best We Have - 3:29 (Ayers / Halsall)
4. Another Rolling Stone - 5:17 (Ayers/M.Siau)
5. Do You Believe - 5:54 (Ayers)
6. That's What We Did - 3:44 (Ayers / Halsall)
7. Night Fighters - 4:58 (Ayers / Halsall)
8. Am I Really Marcel? - 5:59 (Ayers)

## Bezetting
- Kevin Ayers: zang, gitaar

Met:
- Ollie Halsall gitaar
- Miguel Herrero gitaar
- Javier Paxarino saxofoon
- Marcelo C. Fuentes basgitaar
- Nete drums
- Tony Vazquez drums
- Pablo Salinas piano
- El Reverendo orgel
- Luis Dulzaides percussie